# Аккузевский сельсовет
Аккузевский сельсовет — муниципальное образование в Илишевском районе Башкортостана.

## История
Согласно «Закону о границах, статусе и административных центрах муниципальных образований в Республике Башкортостан» имеет статус сельского поселения.

## Население
| 2002 | 2010 | 2012 | 2013 | 2014 | 2015 | 2016 |
| ---- | ---- | ---- | ---- | ---- | ---- | ---- |
| 1096 | ↘948 | ↘894 | ↘852 | ↘804 | ↘768 | ↘741 |
| 2017 | 2018 |      |      |      |      |      |
| ↘735 | ↘725 |      |      |      |      |      |

## Состав сельского поселения
| № | Населённый пункт | Тип населённого пункта       | Население |
| - | ---------------- | ---------------------------- | --------- |
| 1 | Аккузево         | село, административный центр | ↘492      |
| 2 | Шамметово        | деревня                      | ↘236      |
| 3 | Кипчаково        | деревня                      | ↘123      |
| 4 | Князь-Елга       | деревня                      | ↘59       |
| 5 | Калинино         | деревня                      | ↘38       |